# 2-я Центральная поликлиника Министерства обороны
«12 консультативно-диагностический центр» Министерства обороны Российской Федерации — поликлиника для военнослужащих в Москве.

## Возникновение учреждения
8 ноября 1921 г. в Москве на Новинском бульваре (в 1940—1994 годах — улица Чайковского) в доме № 11 приказом Реввоенсовета Республики по Управлению делами РВСР № 1819 была открыта амбулатория для оказания лечебно-диагностической помощи командному составу, солдатам и матросам 1-го и 2-го Домов Реввоенсовета, а также работающему в его управлениях гражданскому персоналу. Её возглавил известный в то время хирург А. В. Гроссман. Ранее с ноября 1917 года красные командиры и бойцы Рабоче-Крестьянской Красной Армии и Флота (РККАиФ) обращались за медицинской помощью непосредственно в гражданские больницы и госпитали.
В приказе по Центральному управлению снабжения № 350 от 25 июня 1921 г. указано: «С откомандированием врача Коммунистического госпиталя тов. ПОКРОВСКОГО, наблюдение за амбулаторией ЦУСа поручается врачу ГРОСМАНУ Ал. Сав.» (так в документе).
В 1922 г. Александр Александрович Литкенс (1865—5 июля 1941 г.), бывший личным врачом К.Е.Ворошилова, с небольшим штатом открыл амбулаторию в очень небольшом помещении в доме № 5 на Красной площади, в бывших Средних торговых рядах. Характер этих бывших торговых и складских помещений отразился на всей будущей планировке поликлиники. В ноябре 1921 г. все довольствующие управления РККА и Флота заняли бывшие торговые ряды в доме № 5 на Красной площади, и с тех пор это здание стало называться 2-м Дом Реввоенсовета.
В приказе по тому же управлению № 69 от 7 февраля 1922 г. указано: «Прибывшего в мое распоряжение доктора ЛИТКИНА А. А. назначаю с I сего февраля на должность старшего врача Объединенной амбулатории при вверенном мне управлении».

## Довоенный период
Поликлиника 2-го дома НКО до 1925 г. подчинялась АХО Центрального управления снабжения РККА и им же финансировалось, а позже — АХО Военно-хозяйственного управления РККА.
Ввиду того, что штаты поликлиники были небольшими, а объем медицинской помощи возрастал, в 1923 г. было решено приступить к добровольному отчислению из содержания всех сотрудников Наркомата. На общих собраниях выбирался актив помощи поликлиник из числа сотрудников Наркомата. Под контролем выборных комиссий расходовались поступившие отчисления. Собирались значительные суммы, позволяющие расширить штаты, производить переоборудование, ремонт, закупку медицинского и хозяйственного инвентаря. Такой порядок существовал до 1933 г., когда Наркомат установил твердые штаты и сметные ассигнования для поликлиник.
В мае 1932 г. поликлиники 1-го и 2-го домов НКО были объединены с врачебно-санитарной частью Управления делами НКО РВС СССР (позже АХО). Начальником санчасти был назначен А. П. Балл. В 1938 г. его сменил В. М. Михайлов, проработавший до слияния поликлиник с Центральным военным госпиталем НКО в 1941 г. (ныне Центральный военный госпиталь имени П. В. Мандрыки).
В то время поликлиника занимала угловой фасад 2-го дома НКО (частично выходя на улицу Куйбышева). В поликлинике были громадные витринные окна с видом на Красную площадь, что делало все врачебные кабинеты по фасаду очень светлыми и удобными для работы. Кабинеты, расположенные окнами во двор, наоборот были всегда темные, а зимой к тому же и холодные. Через всю поликлинику шёл широкий центральный коридор, подымаясь уступами. Помещение было очень высоким, с арками, с большой кубатурой воздуха. Теперь уже трудно догадаться о причинах довольно необычной внутренней архитектуры поликлиники, так как после перепланирования здесь слились воедино все некогда отдельные магазины. Этой перепланировке и приспособлению к лечебному заведению поликлиника была обязана своему бывшему начальнику А. А. Литкенсу. В 1929 г. он открыл целесообразно размещенную, удобную, комфортабельную водолечебницу и физиотерапевтическое отделение. В 1930 г. открыты ещё три кабинета, ингаляторий с импортным оборудованием для индивидуальной и общей ингаляции. В 1940 г. начал работать рентгеновский кабинет. Для его работы пришлось занять соседнее помещение комендатуры и соединить его с поликлиникой. Для аптеки было выделено обособленное помещение с отдельным выходом на улицу. А. А. Литкенс стремился приглашать на работу специалистов хорошо зарекомендовавших себя на работе в городских больницах и продолжавших держать с ними связь. За несколько лет до войны начали вести консультативный прием в поликлинике 2-го дома НКО врачи ЦВГ НКО Каравай В. А., Чистов Б. А. и Певзнер Е. Л.
После перехода А. А. Литкенса на должность начальника санчасти Центрального управления НКО, в 1940 г. начальником был назначен его заместитель — полковник медицинской службы Г. З. Рябов, а после вхождения поликлиники в состав ЦВГ НКО (15 апреля 1941 г. по решению НКО) во главе поликлиники 2-го дома стал полковник медицинской службы Белоусов Н. П.(1898—1945). Для координации деятельности в госпитале вводится должность заместителя начальника госпиталя по поликлиникам. Начальниками специализированных отделений поликлиник были назначены начальники отделений госпиталя, на которых была возложена ответственность за постановку амбулаторной лечебной помощи.

## 2-я Центральная поликлиника в период Великой Отечественной войны 1941—1945 гг
В первый день войны из поликлиники выбыли на фронт терапевт П. Д. Сельский и хирург Н. Л. Голубенцев. 18 октября 1941 г. Центральный госпиталь и поликлиники с основными кадрами и имуществом выехали из Москвы в г. Куйбышев, где была оставлена объединенная поликлиника, а госпиталь проследовал в г. Свердловск.
Для обслуживания остающихся в Москве сотрудников НКО в период выезда поликлиник работали небольшие медицинские пункты в 1-м и 2-м домах НКО.
В период эвакуации поликлиники на месте оставался медицинский пункт во главе с врачом-окулистом Антушевич Елизаветой Касьяновной  и врачом-терапевтом Извольским. На период эвакуации основных сил поликлиники в г. Куйбышев мед. пункт обеспечивал всю работу по обслуживанию прикомандированных офицеров и оставшихся сотрудников НКО с организацией обмывочного пункта на базе водолечебницы со сменой белья.
Поликлиника в г. Куйбышеве оказалась в очень неблагоприятных условиях, она получила в совместное пользование с Куйбышевской гарнизонной амбулаторией крайне неудовлетворительное помещение. Поликлиника начала функционировать на новом месте с 28 октября 1941 г., обслуживая всесторонней медицинской помощью сотрудников НКО. В плохих жилищных условиях находился и персонал поликлиники. Для выезда на дом к больным предоставлялась только одна автомашина. Но все эти трудности персонал сносил безропотно.
29 декабря 1941 г. поликлиника выехала в Москву, куда прибыла 1 января 1942 г. и немедленно приступила к работе. В январе в Москву возвратился ЦВГ и снова соединился с поликлиниками.

## Послевоенный период
В послевоенный период поликлинике во 2-м Доме были выделены дополнительные площади на первом этаже, штат пополнился высококвалифицированными кадрами врачей и медицинских сестер. В начале 1951 г. часть центральных военных поликлиник из  подчинения ЦВКГ имени П. В. Мандрыки передается в подчинение ГВГ имени Н. Н. Бурденко: «В штат госпиталя No27/3 внести  изменения в соответствии с директивой Генерального штаба СА № Орг/9/673727 от 27.04.51 г. Личный состав поликлиник № 2 и 3, включенных в штат Главного военного госпиталя имени Н.Н. Бурденко в количестве: офицеров  – 16  чел. и вольнонаемных 128 чел.  – исключить  из списков  Центрального военного клинического госпиталя имени П. В. Мандрыки с 10 мая 1951 г. ...». В 1960-70-е годы поликлиника формировала свои кадры в основном из лучших врачей-специалистов ГВКГ имени Н. Н. Бурденко. К концу 1980-х годов общее количество лиц, прикрепленных на медицинское обеспечение, составляло 25-26 тыс. человек, среди них более 3,5 тыс. участников Великой Отечественной войны, в том числе свыше 50 Героев Советского Союза. В структуре поликлиники были развернуты 19 лечебных и диагностических подразделений, начальником поликлиники полковником медицинской службы С. Н. Мирочицким отстаивалась идея создания при поликлиниках дневных стационаров. В поликлинике в 1990 г. впервые в истории военных лечебно-профилактических учреждений был организован нештатный многопрофильный дневной стационар на 4 койки (впоследствии — госпитальное отделение (дневной стационар на 10 коек)), затем, также впервые — образовано госпитальное отделение химиотерапии на 10 коек.
После расформирования в 1990 г. 1-й Центральной поликлиники МО РФ в состав 2-й Центральной поликлиники МО РФ был передан её филиал в Измайлово.
В январе 1991 г. по решению руководства Министерства обороны 2-я ЦП МО СССР была передислоцирована на территорию военного городка, расположенного в Юго-Восточном административном округе Москвы на улице Академика Скрябина, дом 3.
1 октября 2003 г. 2-я ЦП МО РФ была переформирована в Федеральное государственное учреждение «12-й Лечебно-диагностический центр Министерства обороны РФ».
С 1 декабря 2009 г. директивой Министра обороны РФ ФГУ «12-й ЛДЦ МО РФ» присоединено к Федеральному государственному учреждению «ГВКГ имени Н. Н. Бурденко Министерства обороны РФ», став его филиалом № 6.
В 2010—2012 годах наименование учреждения изменялось в соответствии с изменениями в наименовании главного госпиталя: филиал № 6 Федерального бюджетного учреждения «ГВКГ имени Н. Н. Бурденко» Минобороны России, филиал № 6 Федерального государственного казённого учреждения «ГВКГ имени Н. Н. Бурденко» Минобороны России.
В 2016 году было принято решение о ликвидации филиала № 6.
Приказом Министра обороны Российской Федерации № 861 от 30 декабря 2016 г. "О совершенствовании структуры военно-медицинских организаций Министерства обороны Российской Федерации" изменено место нахождения федерального государственного учреждения "594 военный госпиталь Ленинградского военного округа" Министерства обороны Российской Федерации, установив его: 109377, г. Москва, ул. Академика Скрябина, д. 3 и создано
федеральное государственное бюджетное учреждение
"12 консультативно-диагностический, центр" Министерства обороны 
Российской Федерации путем изменения типа и переименования существующего федерального государственного учреждения "594 военный госпиталь Ленинградского военного округа" Министерства обороны Российской Федерации.
Ликвидация и реорганизация учреждений были завершены к 1 сентября 2017 года.
Таким образом, история 2-й ЦП МО РФ на этом закончилась.

## Руководители 2-й Центральной поликлиники
- А. В. Гроссман (1921—1922)
- А. А. Литкенс (1922—1940)
- Г. З. Рябов (1940—1941)
- Н. П. Белоусов (1941—1945)
- Н. А. Соколов (1945—1948)
- В. А. Сушкин (1947—1952)
- Г. А. Борисов (1952—1955)
- Б. Х. Тэрнан (1955—1963)
- В. Н. Постников (1963—1972)
- А. Я. Пашнев (1972—1974)
- А. И. Гревцев (1974—1982)
- Л. К. Самодуров (1982—1986)
- С. Н. Мирочицкий (1986—1990)
- В. А. Терентьев (1990—1999)
- Ю. Е. Серебрянский (1999—2008)
- А. М. Мережкин (2008—2017)

## Здания на территории филиала № 6

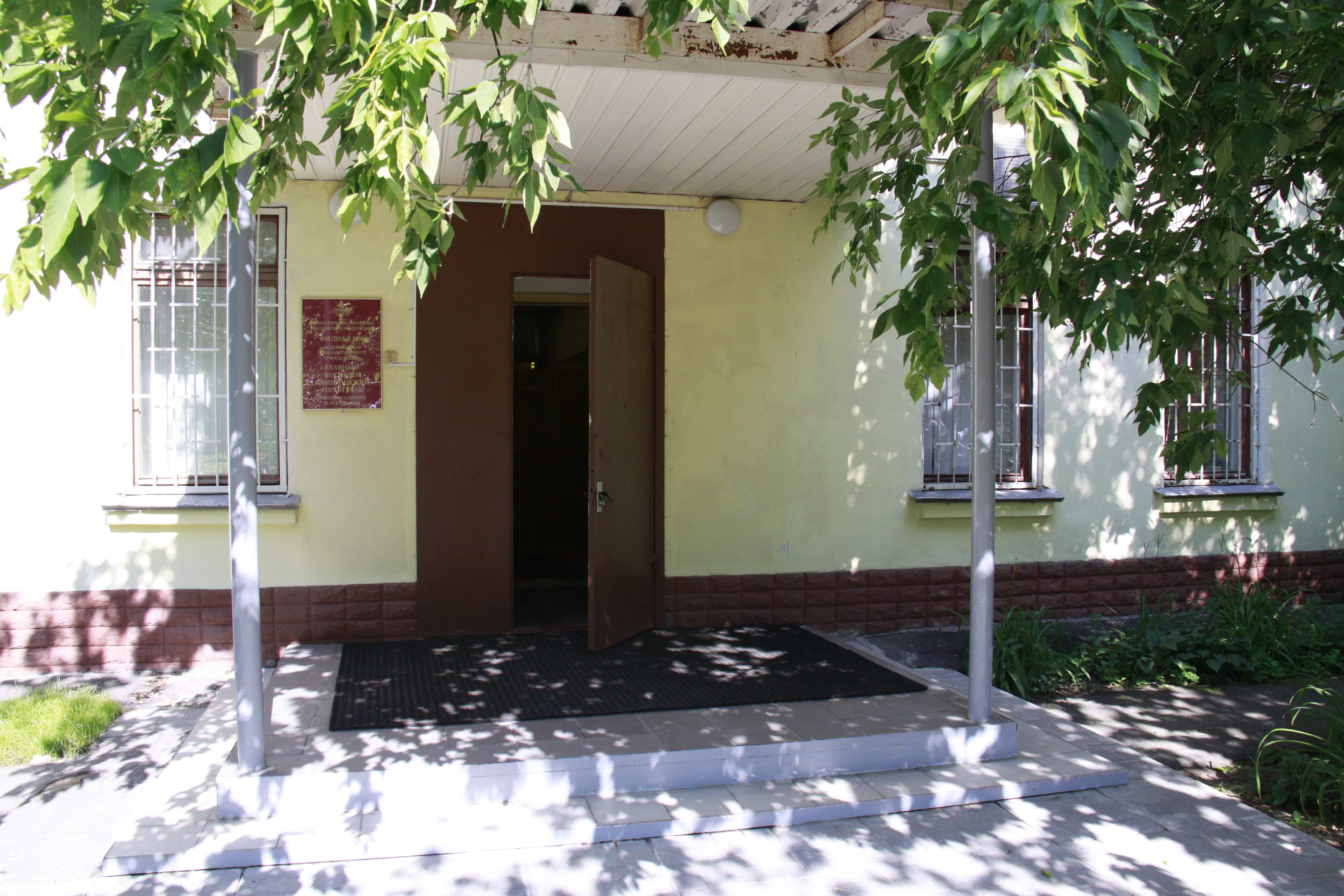
Управление филиала
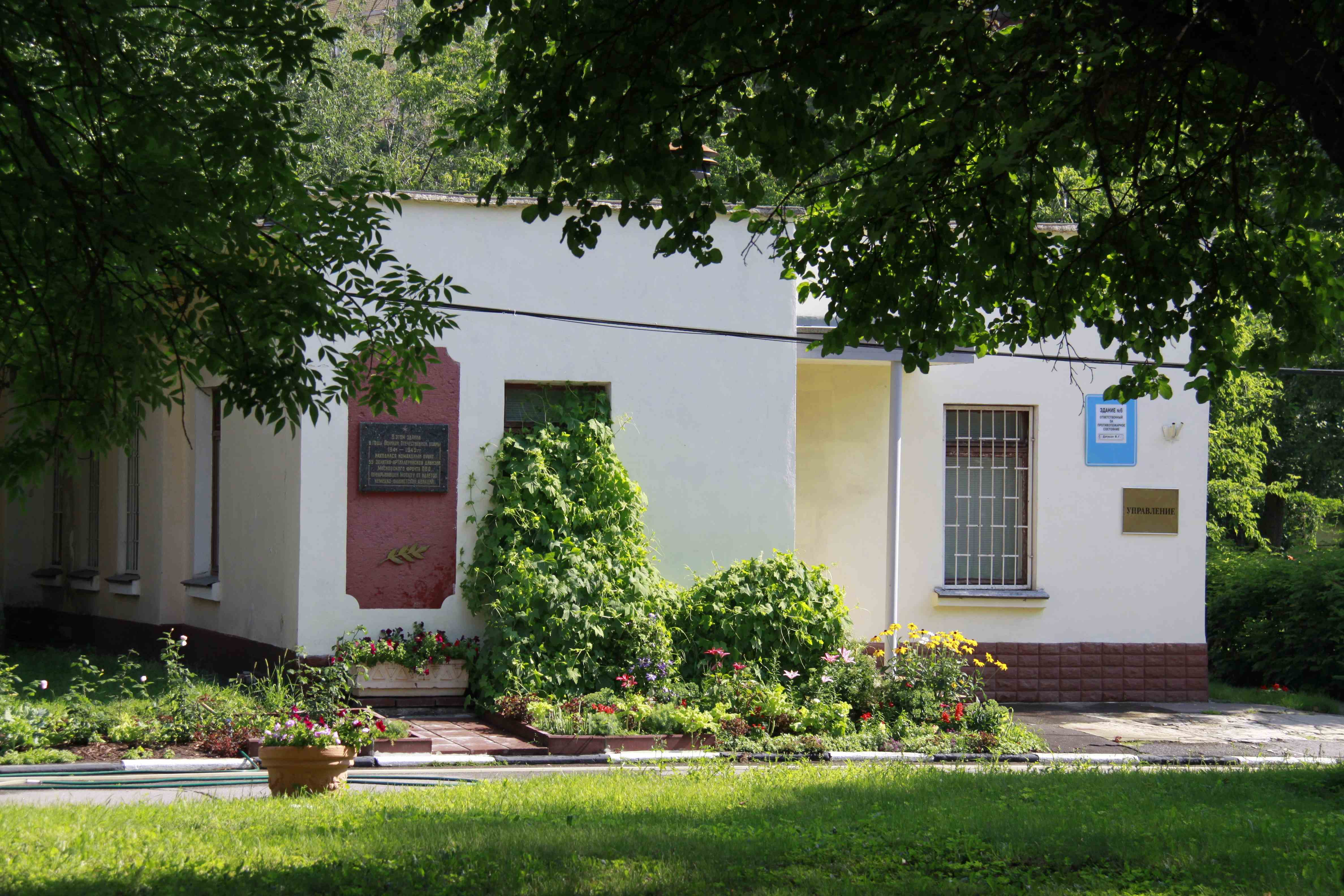
Памятная доска на управлении филиала
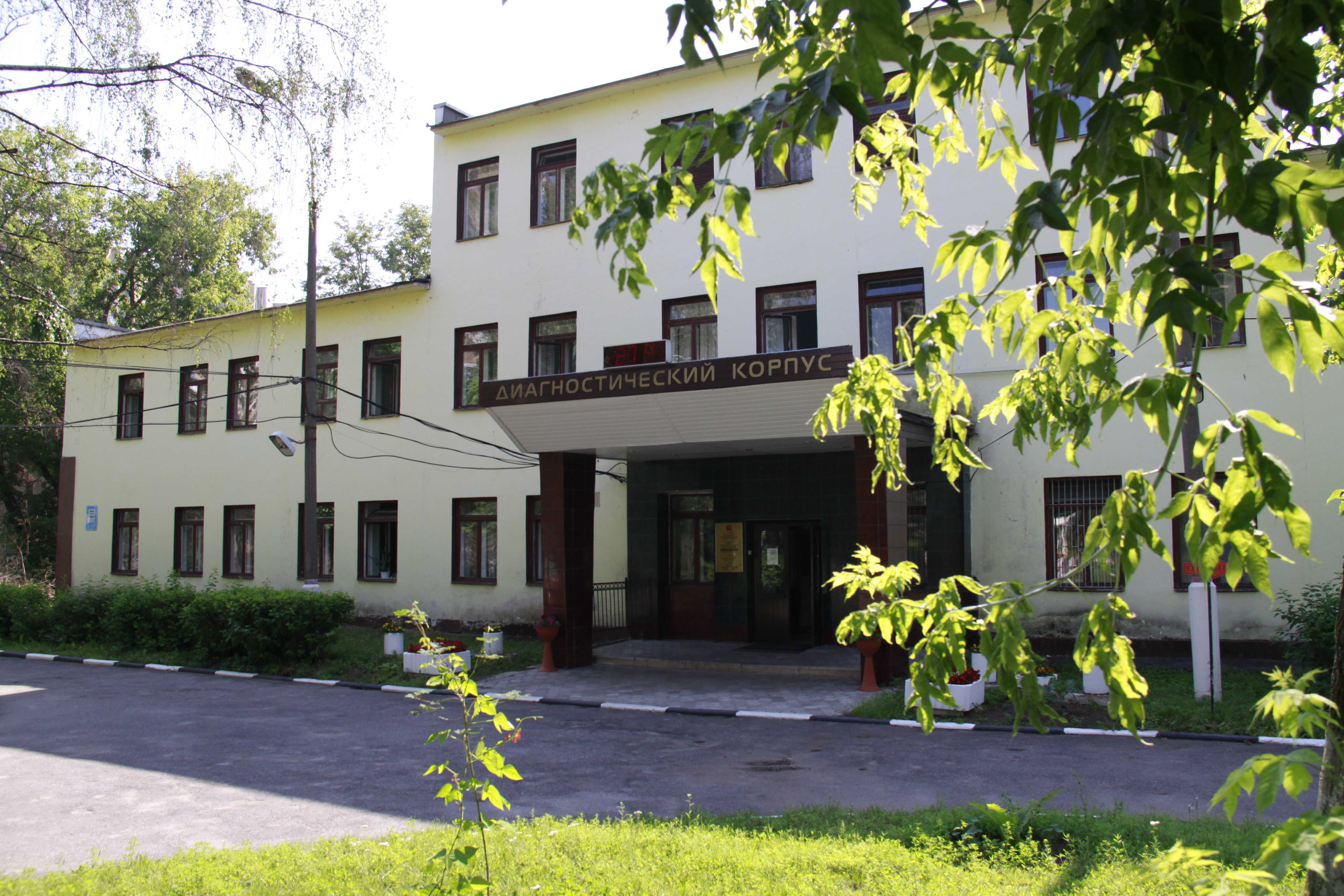
Диагностический корпус филиала
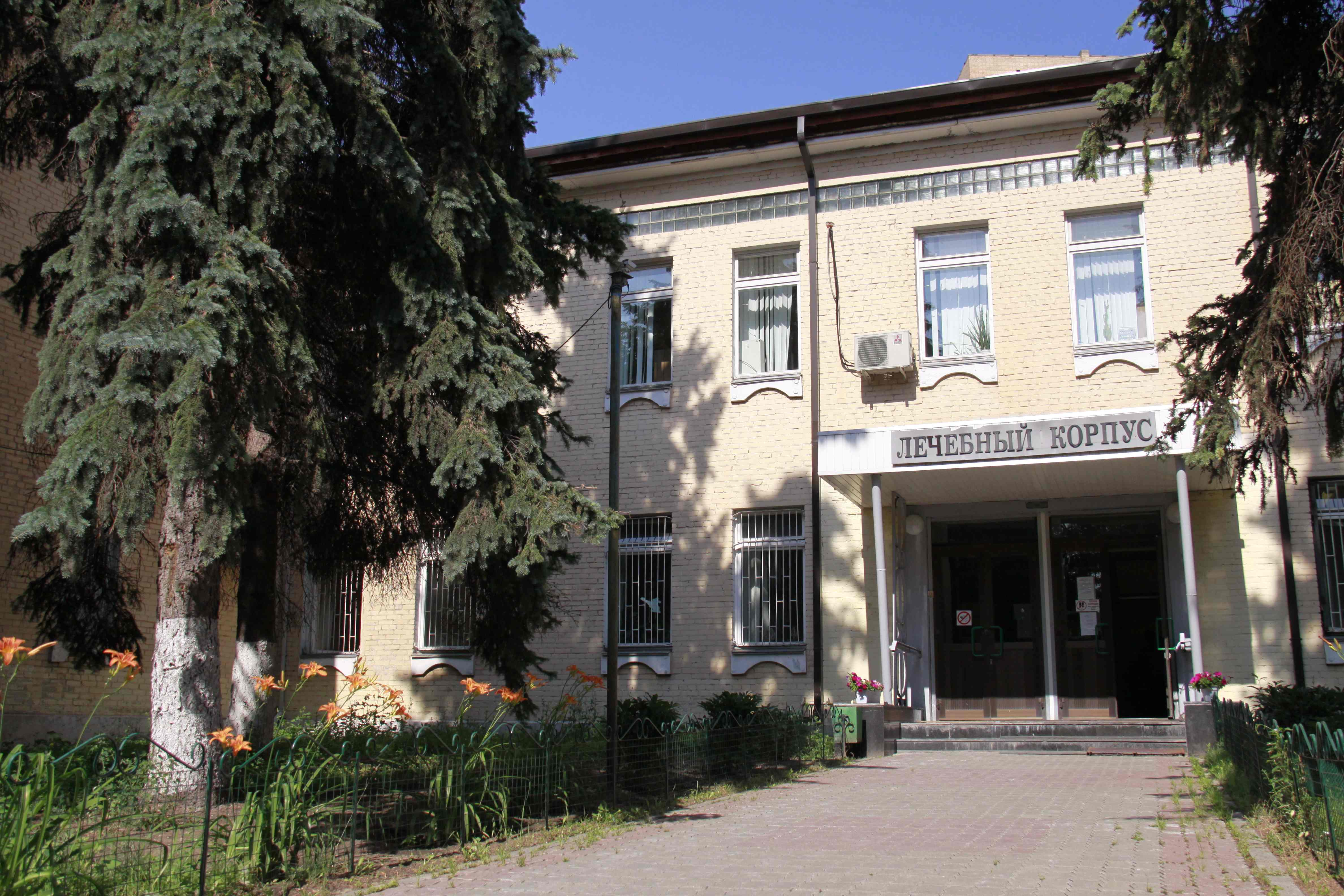
Лечебный корпус филиала
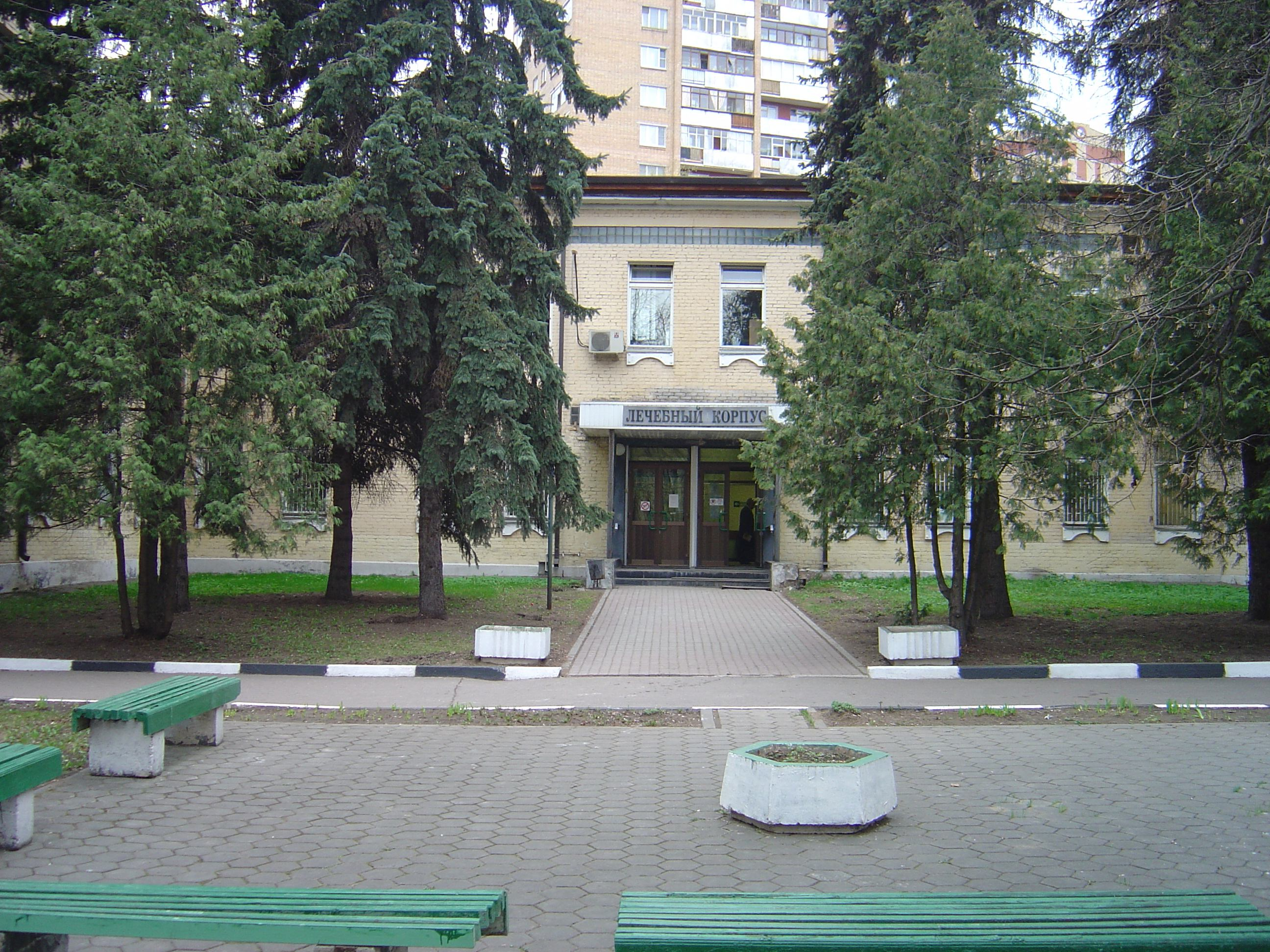
Лечебный корпус филиала
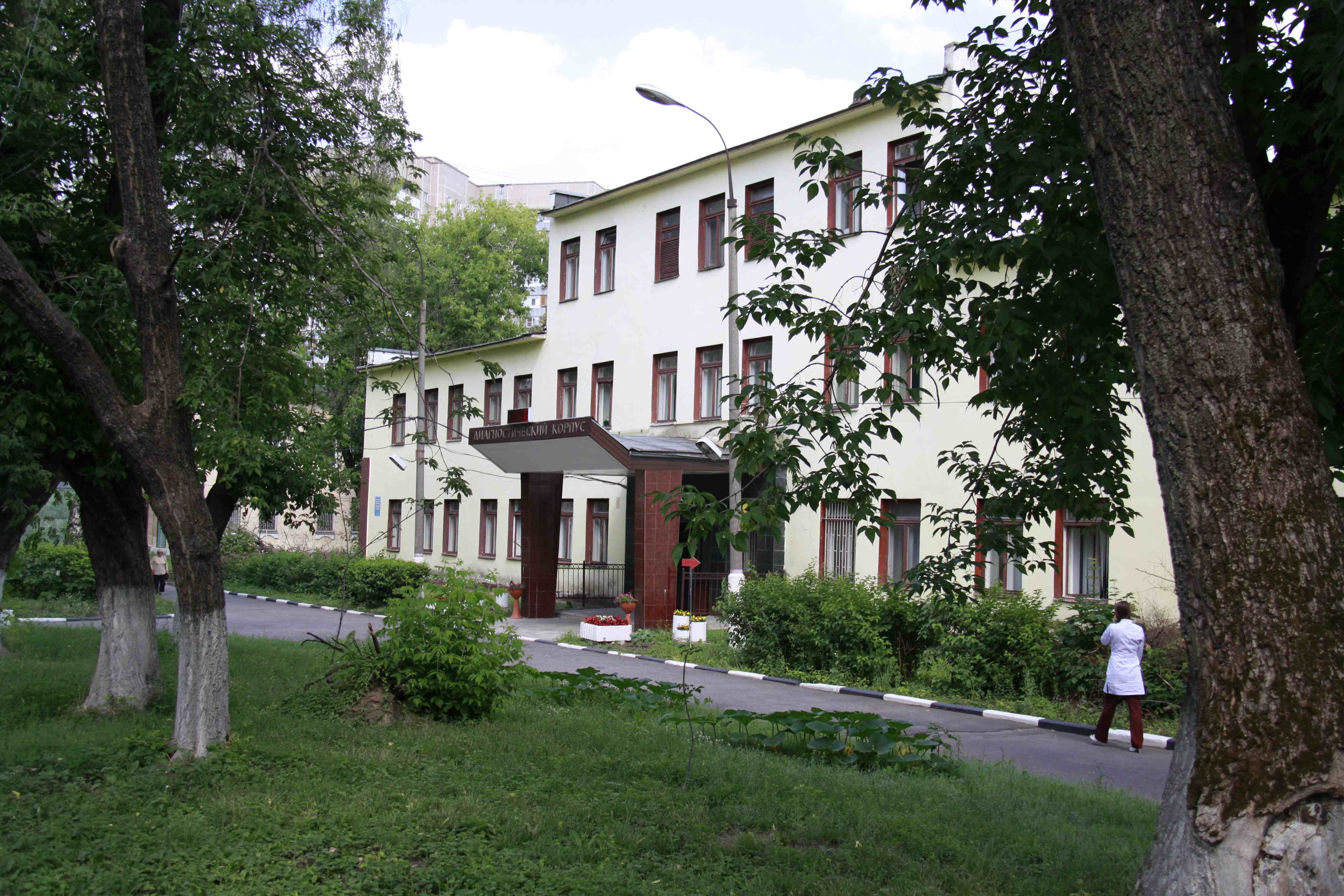
Диагностический корпус филиала
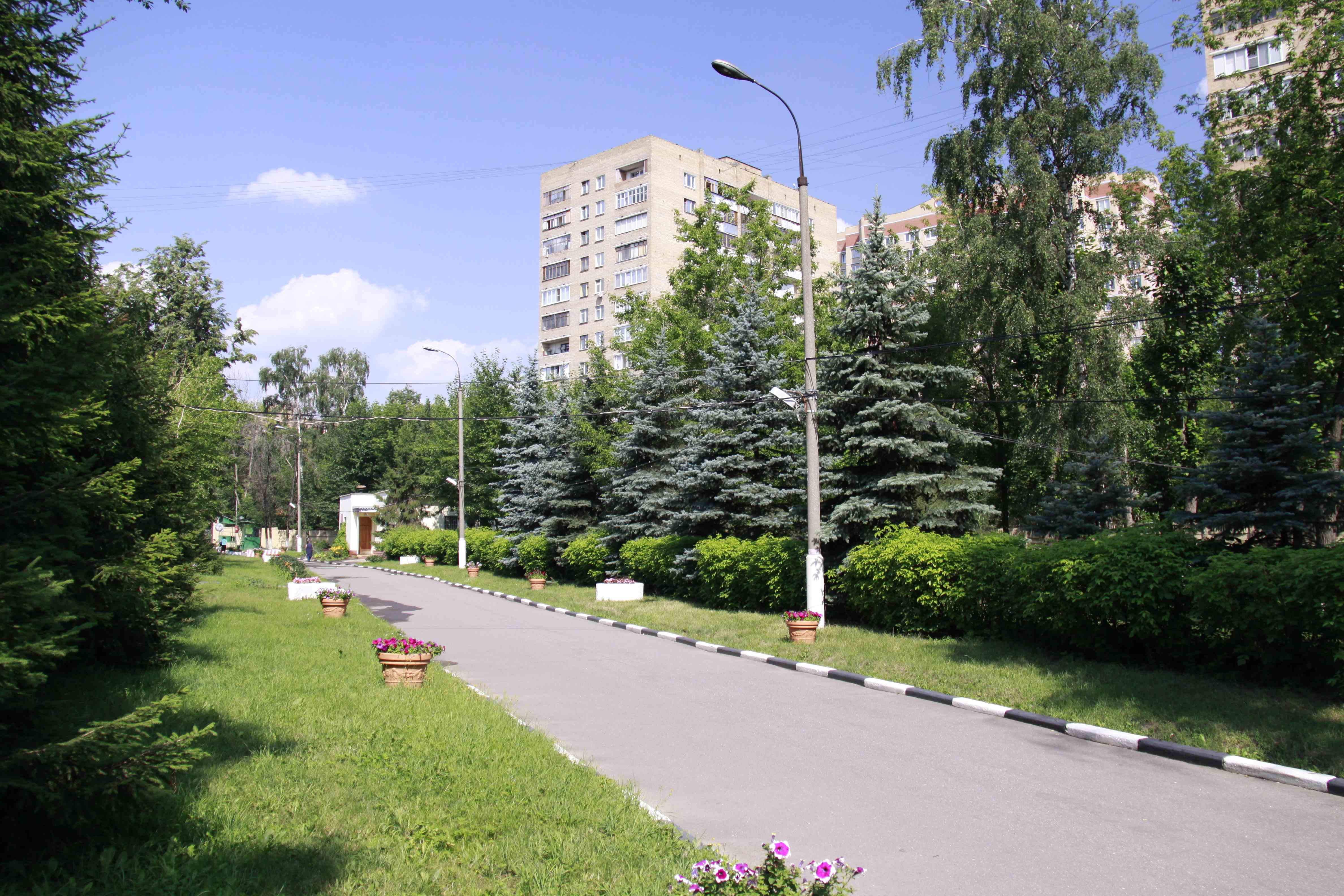
Главная аллея - вид от диагностического корпуса